# Црква Светог цара Лазара у Белушићу
Црква Светог цара Лазара у Белушићу, насељеном месту на територији општине Рековац, подигнута је 2006. године, припада Епархији шумадијској Српске православне цркве.